# 10806 Mexico
För andra betydelser, se Mexico (olika betydelser).
10806 Mexico eller 1993 FA2 är en asteroid i huvudbältet som upptäcktes den 23 mars 1993 av den belgiske astronomen Eric W. Elst vid CERGA-observatoriet. Den är uppkallad efter det nordamerikanska landet Mexiko.
Asteroiden har en diameter på ungefär 11 kilometer och den tillhör asteroidgruppen Hygiea.